# رود كايزر
رود كايزر (بالهولندية: Ruud Kaiser)‏ (26 ديسمبر 1960 في هولندا - ) هو مدرب كرة قدم ولاعب كرة قدم هولندي في مركز الهجوم. لعب مع أياكس أمستردام ودين بوستش ورويال أنتويرب وكوفنتري سيتي ونادي نيس وK.F.C. Dessel Sport ‏ وSV SVV ‏.

## وصلات خارجية
- رود كايزر على موقع قاعدة بيانات كرة القدم.إي يو (الإنجليزية)
- رود كايزر على موقع عالم كرة القدم.نت (الإنجليزية)